# Діяшево
Дія́шево (рос. Дияшево, башк. Дияш) — село у складі Бакалинського району Башкортостану, Росія. Адміністративний центр Діяшевської сільської ради.
Населення — 375 осіб (2010; 402 у 2002).
Національний склад:
- росіяни — 79 %